# Брук ан дер Мур
Брук ан дер Мур (на немски: Bruck an der Mur) е град в Щирия, Австрия с 12 466 жители (на 1 януари 2013).
Градът се намира на устието на река Мюрц в Мур.